# Corazón contento (canción)
«Corazón contento», también conocida como «Tengo el corazón contento», es una canción compuesta e interpretada por el cantante argentino Palito Ortega. En España fue popularizada por Marisol. Ambas versiones del tema salieron a la venta casi simultáneamente, en 1968.

## Adaptaciones
La canción fue, en un primer momento, interpretada por su autor. El tema dio además título a una película protagonizada por el artista argentino, estrenada en 1969.
En 1968 se editó como sencillo en España, interpretado por Marisol. La cantante malagueña popularizó el tema en el país, alcanzando las listas de más vendidos e interpretándolo en varias ocasiones en programas musicales de televisión (como Galas del sábado) así como en la película El taxi de los conflictos (1969), de José Luis Sáenz de Heredia. El tema además también fue interpretado para TVE por Ortega y Marisol cantando a dúo.
Con posterioridad, la canción se ha versionado en numerosas ocasiones, pudiendo mencionarse:
- Los 3 Sudamericanos (1969).
- La banda La Década Prodigiosa en su álbum La Década Prodigiosa 2 (1985).
- Interpretación conjunta de varios actores españoles (entre ellos Luis Tosar, Cayetana Guillén Cuervo, Arancha del Sol, Verónica Forqué, Lluvia Rojo, María Barranco y Concha Velasco) para el disco benéfico Un rayo de luz en 2006, con un videoclip dirigido por Chus Gutiérrez.[3]
- Los concursantes del Talent Show Operación Triunfo 2008.
- Versión con arreglos de Julio de la Rosam interpretada por Queyi para la banda sonora de Una palabra tuya (2008), de Ángeles González-Sinde.
- Adaptación acústica de Silvia Penide en su álbum Animal de Compañía (2012).
- La imitación que de Ortega y Marisol hacen Roberto Leal y Ángela Carrasco en el programa de televisión Tu cara me suena (2014).
- La imitación de Rosa López en la quinta temporada del mismo programa (2016).
- Versión aflamencada intepretada por Celia Flores y María Esteve, hijas de Marisol, en el disco homenaje a ésta 20 años de Marisol a Pepa Flores (2016).
- Reinterpretación de la anterior por Celia Flores, en este caso junto a Rocío Carrasco, en el programa de televisión Mediafest Night Fever (2022), de Telecinco.

Además la versión de Marisol se incluye en la banda sonora de la serie de televisión Cuéntame cómo pasó y las películas Perdona bonita, pero Lucas me quería a mí (1997) y Balada triste de trompeta (2010), de Álex de la Iglesia.